# 한국열린사이버대학교
한국열린사이버대학교(韓國열린사이버大學校, Open Cyber University of Korea)는 서울특별시 중랑구에 위치한 대한민국의 사립 사이버 대학교로 1998년 9월에 설립이 추진되어 2001년에 개교하였다.

## 연혁
1997년 12월 4일, 교육부의 가상대학(사이버대학) 시범운영대학 계획 발표에 따라 성균관대학교를 주축으로 하여 강릉대학교, 고려대학교, 공주대학교, 부경대학교, 부산외국어대학교, 성신여자대학교, 순천향대학교, 인하대학교, 제주대학교, 충북대학교가 열린대학교육협의회 설립에 합의한다. 이에 따라 가상대학 시범 운영 대학으로 협의회가 설립한 열린사이버대학교가 선정되었고, 1998년 9월 1일 시범적으로 개교하였다. 2000년 2월 29일, 시범 운영 기간이 종료되고 열린대학교육협의회를 해산하고 강릉대학교를 중심으로 공주대학교, 동덕여자대학교, 부경대학교, 부산외국어대학교, 성균관대학교, 성신여자대학교, 순천향대학교, 용인대학교, 인제대학교, 제주대학교, 중앙대학교, 충북대학교 등 14개 대학이 협의회를 재조직하였다. 이에 따라 협의회 산하에 재단법인 열린사이버대학을 설립하고, 2000년 11월 30일 대한민국 최초의 원격대학인 열린사이버대학교를 설립했다. 이듬해(2001년) 3월 1일 개교하였다.
2016년 7월 1일, 한국열린사이버대학교로 교명을 변경하고, 8월 27일 현재의 위치로 대학본부를 이전하며 현재에 이르고 있다.

## 교육편제
한국열린사이버대학교는 12개 학과(사회복지학과, 상담심리학과, 통합치유학과, 자연숲치유산업학과, 국방상담드론융합학과, 아동보육학과, 실용영어학과, 부동산금융자산학과, 디지털융합경영학과, 뷰티건강디자인학과, 소방방재안전학과, 인공지능융합학과)를 설치하여 학사 학위 과정을 교수하고 있다.

## 대학조직 구성
한국열린사이버대학교는 총장제를 채택하고 있으며, 총장 아래 부총장, 학장, 처장, 원장, 센터장 등의 보직을 두고 있다.
행정부서 조직은 4처와 4센터 부설기관 체제로 운영되고 있으며, 기획처 산하에 기획팀과 브랜드관리실, 입학처 산하에 입학팀, 교학처 산하에 교무팀, 교수학습지원팀, 학사지원팀, 행정지원처 산하에 시스템관리팀과 행정지원팀이 있다.
부설기관으로는 대외협력원(대외협력실, 국제지원실), 평생교육원, 컨소시엄센터, 산학협력단, 군학습지원센터, 인권센터, 학습관이 있다.
부설연구기관으로는 AI영어교육연구소(2025년 신설), 창업컨설팅연구소, 뷰티건강산업연구소, 숲생태복지연구소, 한국복지경영연구소, 열린심리상담센터, 통합예술치료연구소, 도시부동산연구소, 미래안전연구소, 디지털융합연구소, 인공지능융합연구소, 부사관발전연구소, 열린아동복지연구소가 있

또한, 성균관대, 중앙대, 홍익대 등 국내유수 88개 명문대학이 참여한 학술교류를 통해 매년 12만 명, 누적 수강생 300만 명(2023년 기준)인 컨소시엄 캠퍼스를 운영하고 있다.